# ماونت بليزانت (مقاطعة غرين)
ماونت بليزانت، مقاطعة غرين (بالإنجليزية: Mount Pleasant, Green County, Wisconsin)‏ هي بلدة تقع بولاية ويسكونسن في الولايات المتحدة. تبلغ مساحتها 88.8 (كم²)، وترتفع عن سطح البحر 248 م، بلغ عدد سكانها 547 نسمة في عام 2000 حسب إحصاء مكتب تعداد الولايات المتحدة وتصل الكثافة السكانية فيها 6.2 نسمة/كم2.

## وصلات خارجية
- The US50 - Cities and Towns in Wisconsin State
- Wisconsin Cities and Towns, Facts, Map, Flag, Colleges, Government, and More